# Equador nos Jogos Olímpicos de Verão de 2012
O Equador competiu nos Jogos Olímpicos de Verão de 2012, que aconteceram na cidade de Londres, no Reino Unido, de 27 de julho até 12 de agosto de 2012.

## Desempenho

### Atletismo
Masculino
| Atleta              | Evento          | Preliminar | Preliminar | Quartas-de-final | Quartas-de-final | Semifinal | Semifinal | Final       | Final       |
| Atleta              | Evento          | Marca      | Posição    | Marca            | Posição          | Marca     | Posição   | Marca       | Posição     |
| ------------------- | --------------- | ---------- | ---------- | ---------------- | ---------------- | --------- | --------- | ----------- | ----------- |
| José Adrián Sornoza | Salto triplo    | 16,04m     | 25º        |                  |                  |           |           | Não avançou | Não avançou |
| Diego Ferrín        | Salto em altura | 2,21m      | 21º        | Não avançou      | Não avançou      |           |           |             |             |

### Halterofilismo(4 atletas)
Masculino
| Atleta       | Evento | Arranque (kg) | Arremesso (kg) | Total (kg) | Posição |
| ------------ | ------ | ------------- | -------------- | ---------- | ------- |
| Jorge Arroyo | -105kg | 185,0         | 200,0          | 385,0      | 8º      |

Feminino
| Atleta            | Evento | Arranque (kg) | Arremesso (kg) | Total (kg) | Posição |
| ----------------- | ------ | ------------- | -------------- | ---------- | ------- |
| Alexandra Escobar | -58kg  | 103,0         | 123,0          | 226,0      | 9º      |
| Rosa Tenorio      | -69kg  | 95,0          | 115,0          | 210,0      | 11º     |
| Oliba Nieve       | +75kg  | 117,0         | 138,0          | 255,0      | 8º      |

### Natação
Masculino
| Atletas                  | Evento       | Eliminatórias | Eliminatórias | Semifinal | Semifinal | Final       | Final       |
| Atletas                  | Evento       | Tempo         | Posição       | Tempo     | Posição   | Tempo       | Posição     |
| ------------------------ | ------------ | ------------- | ------------- | --------- | --------- | ----------- | ----------- |
| Esteban Enderica Salgado | 400 m medley | 4min24s32     | 29º           |           |           | Não avançou | Não avançou |

Feminino
| Atletas          | Evento      | Eliminatórias | Eliminatórias | Semifinal | Semifinal | Final       | Final       |
| Atletas          | Evento      | Tempo         | Posição       | Tempo     | Posição   | Tempo       | Posição     |
| ---------------- | ----------- | ------------- | ------------- | --------- | --------- | ----------- | ----------- |
| Samantha Arevalo | 800 m livre | 8min49s21     | 29º           |           |           | Não avançou | Não avançou |

### Triatlo
| Atleta          | Evento   | Natação (1,5km) | Ciclismo (40km) | Corrida (10km) | Tempo total | Posição |
| --------------- | -------- | --------------- | --------------- | -------------- | ----------- | ------- |
| Elizabeth Bravo | Feminino | 19m50           | 1h10m44         | 38m12          | 2h10m00     | 49º     |